# Jędrzychowice (powiat strzeliński)
Jędrzychowice (pol. hist. Andrzejowice) – wieś w Polsce położona w województwie dolnośląskim, w powiecie strzelińskim, w gminie Wiązów.

## Podział administracyjny
W latach 1975–1998 miejscowość należała administracyjnie do województwa wrocławskiego.

## Nazwa
Nazwa miejscowości pochodzi od męskiego imienia Andrzej lub jego polskiego wariantu Jędrzej.
Miejscowość została wymieniona w zlatynizowanej, staropolskiej formie Andrecowic w łacińskim dokumencie wydanym 13 sierpnia 1299 w Legnicy. W księdze łacińskiej Liber fundationis episcopatus Vratislaviensis (pol. Księga uposażeń biskupstwa wrocławskiego) spisanej za czasów biskupa Henryka z Wierzbna w latach 1295–1305 miejscowość wymieniona jest w zlatynizownej formie Andreowiczi.
Polską nazwę miejscowości Andrzejowice oraz niemiecką Höckricht wymienia w 1896 roku śląski pisarz Konstanty Damrot w książce o nazewnictwie miejscowym na Śląsku. Podaje on również inne historyczne nazwy miejscowości z 1299 roku Andreowicz, z 1316 Andrzecowicz i Adreovici oraz z 1589 roku Jendrzichowicze. Notowane są również inne polskie warianty miejscowości: rok 1232 Andrecoviz, rok 1310 Andreowiczi, Andrzekowicz oraz niemieckie: rok 1358 Hokerechtin, rok 1390 Hockerecht, rok 1404 Häkerecht i rok 1783 Hökricht.
Przed 1945 r. miejscowość nosiła nazwę Hennersdorf, zaś krótko po wojnie – Kurniki. Lokacja wsi na prawie niemieckim nastąpiła najprawdopodobniej w pierwszej połowie XIII wieku.

## Zabytki
Do wojewódzkiego rejestru zabytków wpisany jest:
- zespół pałacowy:
  - pałac, z 1846 r.
  - oficyna, z przełomu XIX/XX w.
  - park, z czwartej ćwierci XIX w.